# Luttrell, Tennessee
Luttrell, Tennessee (енгл. Luttrell) град је у америчкој савезној држави Тенеси.

## Демографија
По попису из 2010. године број становника је 1.074, што је 159 (17,4%) становника више него 2000. године.
| Група             | 2000.       | 2010.         |
| Белци             | 897 (98,0%) | 1.035 (96,4%) |
| Афроамериканци    | 3 (0,3%)    | 2 (0,2%)      |
| Азијати           | 0 (0,0%)    | 0 (0,0%)      |
| Хиспаноамериканци | 7 (0,8%)    | 11 (1,0%)     |
| Укупно            | 915         | 1.074         |